# Journal Général d'Horticulture
Journal Général d'Horticulture (abreviado J. Gén. Hort.) fue una revista ilustrada con descripciones botánicas que abarca 23 volúmenes y más de 2000 placas de colores con el texto en francés, alemán e inglés.

## Historia
Fue fundada por Louis Van Houtte y editada, junto con Charles Antoine Lemaire y Michael Joseph François Scheidweiler, era un escaparate para los lujosos grabados y litografías acabadas a mano con la descripción de curiosidades botánicas y tesoros de todo el mundo. Se publicaron con este nombre los volúmenes 11 al 15 en los años 1856-1865, siendo precedida por Flore des Serres et des Jardins de l'Europe (volúmenes 1 al 10) y sustituida por Annales Générales d'Horticulture completando los 23 volúmenes.